# Översvämningarna i Australien 2010–2011

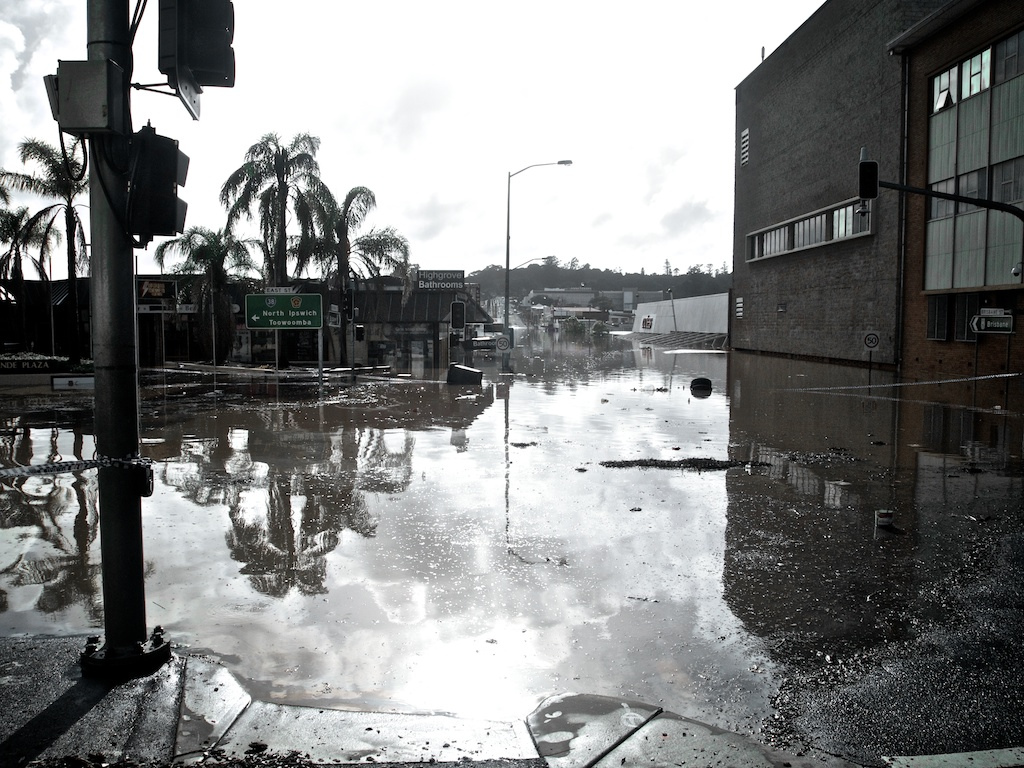
Australien under översvämningarna.

Översvämningarna i Australien 2010–2011 drabbade delstaten Queensland i Australien, i synnerhet delstatshuvudstaden Brisbane, med början i december 2010. Regnet som orsakade översvämningarna har kopplats till väderfenomenet La Niña.
Översvämningarna medförde att tusentals människor flydde och evakuerades. Minst 22 städer och fler än 200 000 människor drabbades. De initiala skadorna beräknades kosta cirka 1 miljard dollar. De beräknade förlusterna uppgår till cirka 10 miljarder dollar.

## Bakgrund
Översvämningarna berodde på mycket kraftiga regn som orsakades av cyklonen Tasha som uppträdde samtidigt som en tromb under La Niña. Företeelsen, som medförde att östra Australien drabbades så hårt av regnet, var den kraftigaste sedan 1973. Separata översvämningar uppstod i delar av delstaten under början av december. Den 24 december drog en monsun in över kusten från Korallhavet och medförde att oerhört kraftigt regn föll över ett område från Carpentariagolfen till Gold Coast. Förhållandena ledde också till en ökad tillströmning av ormar och krokodiler.
30 december var stora delar av södra och centrala Queensland, ett område lika stort som Tyskland och Frankrike tillsammans, drabbat av översvämningarna. Cirka 300 vägar hade stängts, inklusive nio större vägar. Järnvägslinjer stängde och ett antal gruvor svämmade över. Översvämningarna ledde till att priserna på frukt och grönsaker steg kraftigt.